# 아이엠히어 (2019년 영화)
《#아이엠히어》(프랑스어: #jesuislà)는 2019년에 공개된 프랑스와 벨기에의 합작 코미디 드라마 영화이다. 에릭 라티그가 감독을 맡았으며, 토마스 비더게인이 에릭 라티고 감독과 함께 각본을 맡았다. 2018년 가을과 올 봄 두차례에 걸쳐 걸쳐 인천국제공항, 서울특별시 등 대한민국에서 촬영을 마쳤다.
2019년 10월 제24회 부산국제영화제 월드시네마 상영작으로 출품되었다.

## 줄거리
장성한 두 아들을 둔 스테판(알랭 샤바)은 작은 아버지에게 물려받은 레스토랑을 운영하며 살아간다. 인스타그램에서 만난 미스터리한 한국 여인(배두나)을 만나기 위해 서울을 방문한다. 스테판은 수를 찾기 위해 10일 동안 서울 곳곳을 헤맨다. 모험으로 가득 찬 여행을 한 후 스테판은 새로운 세계에 마음을 열고 자신을 재발견하게 된다.

## 캐스팅
- 알랭 샤바 - 스테판 뤼카 역
- 배두나 - 수 역
- 일리앙 베르갈라 - 다비드 뤼카 역
- 쥘 사고 - 뤼도 뤼카 역
- 블랑쉬 가르딘 - 수잔 역
- 카밀 루더포드 - 제인 역
- 델핀느 글리제 - 카트린 역
- 라자르 라르티고 - 위고 역
- 빈센트 네메스 - 신부의 아버지 역
- 이명자 - 청소차 할머니 역
- 김자금 - 공항 식당 여직원 역
- 강현중 - 요리사 역
- 장세아 - 아시아나 승무원 역